# برندواین کریک (کویاهوگا ریور)
برندواین کریک (کویاهوگا ریور) (به انگلیسی: Brandywine Creek (Cuyahoga River)) رودخانه‌ای است که در ایالات متحده آمریکا جریان دارد.